# Esperanza Maribel Guiao Agoo
Esperanza Maribel Guiao Agoo ( 1964 - ) es una botánica, y curadora filipina.

## Algunas publicaciones

### Libros
- Domingo A. Madulid, Esperanza Maribel Guiao Agoo. 1992. A bibliography on biodiversity research in the Philippines: Flora, Parte 1. Ed. National Museum. 189 pp. ISBN 9715670008

- La abreviatura «Agoo» se emplea para indicar a Esperanza Maribel Guiao Agoo como autoridad en la descripción y clasificación científica de los vegetales.[1]